# Le Singe nu
Le Singe nu (titre original : The Naked Ape) est un essai de Desmond Morris paru en 1967 qui décrit l’espèce humaine à travers un regard d’éthologue, c’est-à-dire avec le même regard que celui que l’on porte généralement sur les autres animaux. Il s'inscrit alors dans le contexte de l'essor de la sociobiologie.

## Propos
La principale thèse du livre est que la peau glabre est le trait physique qui distingue le plus l’Homme des autres primates. Chez l’Homme, la relative absence de pilosité serait liée à un besoin de contact physique entre la mère et son petit, puis à l’âge adulte entre les membres d’une horde, afin de consolider les relations sociales. Certaines espèces parasites de puces auraient évolué en relation avec cette perte de pilosité.
Les particularités de la sexualité humaine seraient elles aussi fortement liées à cette absence de pilosité.

## Accueil
Ouvrage vendu à plus de 10 millions d'exemplaires dans 23 langues, ce livre a cependant fait l'objet de vives critiques pour sa faiblesse méthodologique et ses hypothèses fragiles ou controversées (comme la théorie de la savane à l'origine de la bipédie ou la théorie du singe tueur).

## Adaptation au cinéma
- Expulsion from Paradise (Tchéquie, 2001)